# Crozet
Crozet là một xã ở tỉnh Ain, vùng Auvergne-Rhône-Alpes thuộc miền đông nước Pháp.

## Dân số
| 1962                                            | 1968 | 1975 | 1982 | 1990 | 1999 |
| ----------------------------------------------- | ---- | ---- | ---- | ---- | ---- |
| 410                                             | 440  | 711  | 961  | 1164 | 1349 |
| Starting in 1962: Population without duplicates |      |      |      |      |      |